# 泰伯 (艾奥瓦州)
泰伯（英語：Tabor）是一個位於美國愛荷華州弗里蒙特縣和米爾斯縣的城市。

## 地理
塔博爾的座標為40°53′48″N 95°40′21″W / 40.89667°N 95.67250°W，而該地的平均海拔高度為382米（即1253英尺）。

## 人口
根據2010年美國人口普查的數據，塔博爾的面積為3.34平方千米，當中陸地面積為3.34平方千米，而水域面積為0.00平方千米。當地共有人口1040人，而人口密度為每平方千米311人。